# Columbia (1889)

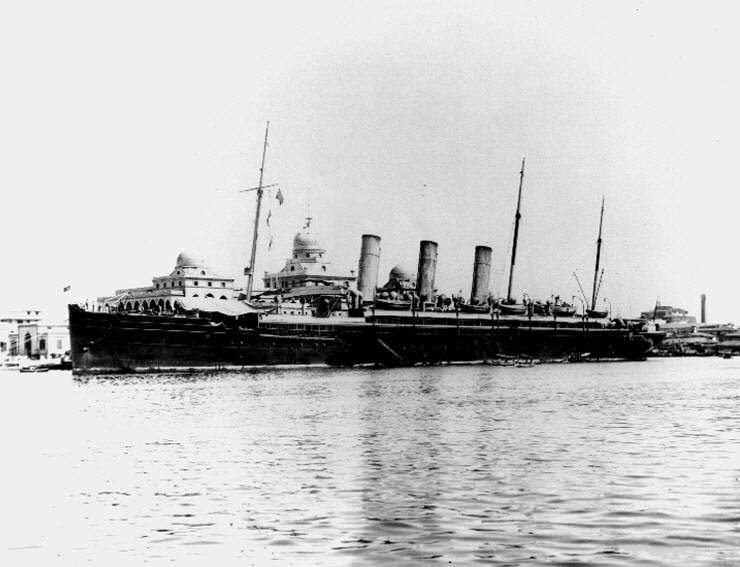
Columbia (1889)

Columbia a fost navă de pasageri rapidă cu aburi, care a aparținut societății germano-americane HAPAG (Hamburg America Line).

## Istoric
La 18 iulie 1889 nava va face prima cursă pornind din Hamburg prin Southampton spre New York, ea era a doua navă de pe Atlantic, cu elice dublă a societății HAPAG. Din august 1892 apare la cursele HAPAG, o problemă serioasă de carantină americană,  cauza ei fiind epidemia de holeră izbucnită în Hamburg. Astfel că nava va face curse până la sfârșitul sezonului, numai între Hamburg și Southampton. În septembrie 1893 se intensifică epidemia, nava folosind în acest timp portul din Wilhelmshaven. Vaporul a fost o perioadă de timp un mijloc sigur și rapid de travesare a Atlanticului. Între lunile iunie și august 1895 a făcut o cursă spre nord până la Insula Spitsbergen. În 1896 va face o croazieră spre India de Vest In ianuarie 1896 iese din portul Geneva pornind spre Algier, Gibraltar, Funchal și New York. La 14 octombrie 1897 face ultima cursă între Hamburg,  Southampton și New York.
După care o va cumpăra în scopuri militare Spania, ajugând în 1899 din nou în posesia lui HAPAG până în 1904, când o va cumpăra Rusia unde va face curse în Pacific până în 1907.